# Jan Van den Eynde
Jan Eduard Van den Eynde (Meise, 28 augustus 1888 - 17 februari 1984) was een Belgisch volksvertegenwoordiger en burgemeester.

## Levensloop
Jan was een zoon van het landbouwersechtpaar Van den Eynde - Huysmans. Hij trouwde in 1914 met Sarah De Wee en het gezin telde zes kinderen.
Na de humaniora te hebben doorlopen aan het kleinseminarie van Mechelen, promoveerde hij tot veearts aan de veeartsenijschool van Kuregem en vestigde zich in 1914 als veearts in Meise.
Hij sloot zich aan bij de Belgische Boerenbond en werd lid van de Provinciale Landbouwkamer voor Brabant. Hij werd verder:
- bestuurslid van de Onderlinge Verzekering van Brabant tegen Veesterfte,
- voorzitter van de beheerraad van het Fonds der Provincies,
- lid van het Belgisch Comité van de FAO.

Op het politieke vlak werd hij gemeenteraadslid (1921), schepen (1921) en burgemeester (1933-1937) van Meise.
In 1925 werd hij verkozen tot katholiek volksvertegenwoordiger voor het arrondissement Brussel en vervulde dit mandaat tot in 1965.

## Publicaties
- De nieuwe dienstplichtwet. Commentaar, wetstekst, koninklijke besluiten, Brussel, 1952.
- De Europese landbouwintegratie, Brussel, 1953.